# Joseph Bauer (Politiker, 1805)
Joseph Bauer (* 1805; † 18. August 1865 in Neustadt an der Saale) war ein bayerischer Politiker.

## Leben
Joseph Bauer war Bierbrauer.
Von 1848 bis 1849 sowie von 1854 bis 1856 war er Stadtvorstand von Neustadt. Als Vertreter des großen Grundbesitzes war er von 1852 bis 1855 Mitglied im Landrat des Kreises Unterfranken und Aschaffenburg. Von 1855 bis 1861 war er für den Wahlbezirk Schweinfurt Mitglied der Kammer der Abgeordneten in der 9. und 10. Wahlperiode.